# Денонсація
Денонса́ція (фр. dénoncer — розривати) — припинення дії міжнародного договору шляхом повідомлення однієї держави іншій про припинення дії укладеного між ними міжнародного договору, здійснене в порядку і в термін, обумовлені цим договором.
В Україні механізми денонсації, передбачені Законом «Про міжнародні договори України» для здійснення денонсації, однаково чинні при розгляді питань припинення, призупинення дії міжнародного договору України або виходу з договору.
Віденська конвенція про право міжнародних договорів 1969 року передбачає випадки, коли договір можна денонсувати, якщо навіть відповідний порядок не передбачений самим договором.